# Cape Barren Island
Cape Barren Island ist die zweitgrößte Insel der Furneaux-Gruppe am Ostrand der Bass-Straße zwischen der Insel Tasmanien und dem Kontinent Australien. Sie hat eine Fläche von 464 km². Die größte Insel der Gruppe, Flinders Island, liegt nördlich, die drittgrößte Insel Clarke Island südlich. Die Ureinwohner nennen die Insel Truwana. Sie liegt in den Roaring Forties.
Der höchste Punkt der Insel ist Mount Munro im Nordwesten der Insel, mit einer Höhe von 687 m. Dieser wurde möglicherweise nach James Munro (ca. 1779–1845), einem früheren Sträfling und späteren Robbenfänger und Strandläufer benannt, der seit den 1820er Jahren für mehr als 20 Jahren auf der nahe gelegenen Insel Preservation Island lebte und dort mehrere Frauen hatte.
Australiens einzige einheimische Gans, die Hühnergans, wurde erstmals hier entdeckt.
Auf der Insel lebten 2006 noch 268 Menschen, nach dem Zensus von 2011 sind es nur noch 67. Die meisten davon leben in der Ansiedlung Cape Barren Island, die auch The Corner genannt wird, da sie an der Nordwestecke der Insel liegt. Hier gibt es auch eine Post, eine anglikanische Kirche, einen Hubschrauberlandeplatz für Notfälle und in 3 km Entfernung einen Flugzeuglandeplatz. Im Ort gibt es auch einen Laden, eine Krankenstation und eine kleine Grundschule mit 2005 nur 8 Schülern und einem Lehrer.
Die Insel kann vom benachbarten Flinders Island mit einer kurzen Bootsfahrt oder dem Flugzeug erreicht werden. Sie wird einmal im Monat von einem Versorgungsschiff angefahren. Flinders Island wird von Melbourne in Australien und Launceston auf Tasmanien angeflogen.
Cape Barren ist wie auch die anderen Inseln der Furneaux-Gruppe ein beliebtes Ziel für Seekayak-Fahrer, die die Bass Strait von Wilsons Promontory in Australien nach Tasmanien überqueren.
Die meisten Einwohner sind Abkömmlinge europäischer Walfänger mit Tasmanierinnen, die von Tasmanien hierher entführt wurden.

## Geschichte
Vor 12.000 Jahren war die Inselgruppe wegen des aufgrund der Eiszeit abgesunkenen Meeresspiegels Teil einer Landbrücke, die Australien und Tasmanien verband.
1773 benannte Tobias Furneaux die Südspitze der Insel Cape Barren (unfruchtbares Kap), später wurde der Name auf die ganze Insel übertragen. Die vorher auf mehreren kleineren umliegenden Inseln lebenden Menschen wurden in den späten 1870ern nach Cape Barren Island umgesiedelt. 1881 errichtete die Kolonialregierung von Tasmanien ein Reservat. Bis 1908 war die Bevölkerung auf 250 Menschen angewachsen.
Am 10. Mai 2005 übergab die Regierung Kronland auf Cape Barren und Clarke Island in die Verwaltung der lokalen Aboriginal-Gemeinde. Das war der erste Fall einer Übereignung von Kronland an die Aboriginal-Gemeinde in Tasmanien.